# Rosario Bentivegna
Rosario Bentivegna   (Roma, 22 de juny de 1922 - Roma, 2 d'abril de 2012) va ser un partisà, metge i polític italià. Durant la Segona Guerra Mundial, mentre estudiava medicina i cirurgia, es va afiliar al Partit Comunista Italià i després de l'Armistíci del 8 de setembre de 1943 es va convertir en militant actiu del Grups d'Acció Patriòtica, en oposició a l'ocupació alemanya.

## Biografia
Rosario Bentivegna provenia d'una família siciliana, particularment involucrada en la lluita pel Risorgimento. El seu rebesavi Domenico di Marco, conegut com "el duaner", va ser un dels lliberals que van liderar la insurrecció de Palerm del 1831 i va ser afusellat pel règim dels Borbons.
El seu besavi Vincenzo Bentivegna, va ser nomenat comissari extraordinari de la província de Benevento, el setembre de 1860, per Giuseppe Garibaldi. El seu cosí Francesco Bentivegna, seguidor de Mazzini, va ser membre del Parlament sicilià, després de la revolució del 1848. Anys més tard, el 1856, mentre estava confinat a Corleone, va planificar la insurrecció antiborbònica, prevista pel 12 de gener de 1857).  Ell i alguns companys van prendre el control de Mezzojuso i van alliberar els presos polítics, malgrat això,  a Villafrati, l'aclaparadora força armada borbònica va fer fracassar la revolta i Bentivegna va ser condemnat a mort.
El 1862, Giuseppe i Stefano Bentivegna, germans de Francesco van ser, juntament amb Vincenzo Bentivegna, Giovanni Corrao i Enrico Cairoli, alguns dels oficials de més graduació de les forces de Garibaldi a l'Aspromonte.
L'avi homònim de Rosario va ser professor universitari d'enginyeria sanitària, tinent d'alcalde de Roma i regidor d'obres públiques del govern d'Ernesto Nathan  i, com ell, francmaçó i gran secretari del Gran Orient d'Itàlia, que va assolir el 33è grau del ritu escocès antic i acceptat. Un oncle, Pietro Bentivegna, va morir el 1916, mentre tripulava un avió, durant la Primera Guerra Mundial.

## Activitat política i partidista
Segons les seves pròpies declaracions, Rosario Ventivegna va prendre clarament partit contra el feixisme al voltant de 1937, disgustat per la propaganda antisemita prèvia a la implementació de la legislació racial. El 1939, juntament amb Corrado Nourian i Nino Baldini, va fundar una organització d'orientació trotskista (GUM, Grup d'Unificació Marxista); tot i que, després d'haver-se matriculat a la Universitat de Roma per seguir els cursos de la facultat de medicina, encara es va unir als Grups Universitaris Feixistes (GUF).
El 23 de juny de 1941, Bentivegna, va participar en la manifestació nacional de la GUF, que va aplegar quasi 4000 persones, contra l'abolició de la norma que permetia als estudiants, que havien aprovat els exàmens, ajornar la crida al servei militar. Aquella manifestació i l'ocupació de la Universitat de Roma es van convertir en una de les primeres protestes contra el règim.. Els seus càrrecs polítics i la seva embrionària activitat clandestina van atreure l'atenció de la policia política feixista (OVRA) i el setembre d' aquell mateix any va ser detingut per activitats subversives, el 1943, va ser alliberat, amb un advertiment policial, gràcies a l'amistat amb amb Disma Leto, fill de Guido Leto director de l'OVRA. Anys més tard Bentivegna li va tornar el favor.
El 1943, es va inscriure al Partit Comunista Italià, però el seu passat trotskista i l'alliberament de la presó per intercessió de Leto li van valer la desconfiança dels líders del partit.

### Accions partisanes durant l'ocupació alemanya
Després de l'Armistici del 8 de setembre de 1943, es va unir a la resistència amb el nom de batalla de Paolo. Primer va ser comandant militar adjunt de la IV zona Garibaldina (centre de Roma), i després comandant del Grup d'Acció Patriòtica (GAP) "Carlo Pisacane" dels GAP centrals de Garibaldi.
Els GAP van organitzar una llarga sèrie de sabotatges contra les tropes nazis d'ocupació i els col·laboradors feixistes, encarregades pels comandants militars del PCI i el Comitè d'Alliberament Nacional, com a  resposta al fet que no és respectés l'estatus de ciutat oberta per a Roma i s'haguessin perpetrat nombroses massacres de civils (inclosa la batuda del gueto de Roma).
Una de les primeres accions dels GAP, on van actuar Rosario Bentivegna, Mario Fiorentini (Giovanni) i Franco di Lernia (Pietro), va ser l'atemptat contra el ministre de l'Interior de la República de Saló, Guido Buffarini Guidi i el jerarca Francesco Maria Barracu, mentre sopaven en un restaurant als voltants de la Piazza Navona; l'acció, però, va ser avortada a l'últim moment, quan el "comando" del GAP ja era al lloc (octubre de 1943).
El 31 octubre es va afegir al grup la jove Lucia Ottobrini, amb la missió de donar cobertura a una acció al corso Vittorio Emanuele II en la qual els "gappisti" van atemptar contra tres militars de la RSI, quan sortien del Palazzo Braschi, després d'haver-los seguit des de piazza Venezia.
El 18 de novembre, uns partisans del grup Pisacane, entre els quals Danilo Nicli, van entrar al teatre Adriano després d'haver-se assabentat que l'endemà el general Reiner Stahel, comandant de la "piazza" de Roma, estaria present entre els oficials alemanys d'alt rang i les autoritats republicanes feixistes (inclòs el mariscal Rodolfo Graziani). Els partisans van col·locar un extintor amb uns 6 kg de TNT i un dispositiu de rellotgeria a sota l'escenari, però no va funcionar. Va ser llavors quan  van ressorgir les antigues sospites dels caps del partit contra Bentivegna, que anys més tard recordava: «Vaig ser sotmès a un judici real, alguns líders del PCI em volien condemnar a mort. Aleshores tot es va resoldre gràcies a la intervenció d'alguns camarades que em coneixien bé».
El vespre del 17 desembre  1943, Rosario Bentivegna i Carla Capponi van matar un oficial alemany que portava una bossa plena de documents a Via Veneto; Bentivegna es va encarregar de confiscar la bossa i lliurar-la a la junta militar  .
L'endemà, el quartet Bentivegna-Capponi-Fiorentini-Ottobrini va rebre l'encàrrec de col·locar una bomba a la sortida del cinema Barberini, freqüentat per soldats alemanys. L'acció, portada a terme per Bentivegna, es va saldar amb la mort de vuit soldats i un nombre no especificat de ferits  .
El 26 de desembre, Mario Fiorentini, amb bicicleta, des del Lungotevere, per sobre de la Via della Lungara, va llançar un artefacte explosiu contra l'entrada de la Presó de Regina Coeli, mentre 28 soldats alemanys estaven fent el canvi de guàrdia. Bentivegna, Carla Capponi, Franco di Lernia i Lucia Ottobrini, van cobrir l'acció en la qual van morir 7 o 8 alemanys i un nombre indeterminat van resultar ferits.
Després del desembarcament d'Anzio (22  gener 1944), Bentivegna i el seu grup, van tenir assignada la VIII zona (Prenestino, Tor Pignattara, Quadraro, Centocelle i Quarticciolo) fins a principis de març que van tornar a operar al centre de Roma.
El 10 de març de 1944, en un'altra acció, Bentivegna, Ottobrini, Fiorentini i Franco Ferri van aparèixer sobtadament de darrere d'uns quioscos del mercat de la Piazza Monte d'Oro i van llançar diverses bombes contra una formació de feixistes que marxava per la Via Tomacelli. Els partisans van desaparèixer ràpidament, després d'haver causat 3 morts i nombrosos ferits, en una acció que, per la seva estructura, ja prefigurava el posterior atac a la Via Rasella. Les forces d'ocupació nazis que, fins aleshores, havien perdut al voltant de 50 homes, entre alemanys i feixistes republicans, van respondre amb l'afusellament a Forte Bravetta d'un grup de deu presoners, entre els quals, els "gappisti" Giorgio Labò i Guido Rattoppatore, per cada soldat alemany mort en l'acció del GAP a la Piazza dei Mirti ( Centocelle ), segons va declarar el mateix Herbert Kappler.

#### L'Atemptat de Via Rasella

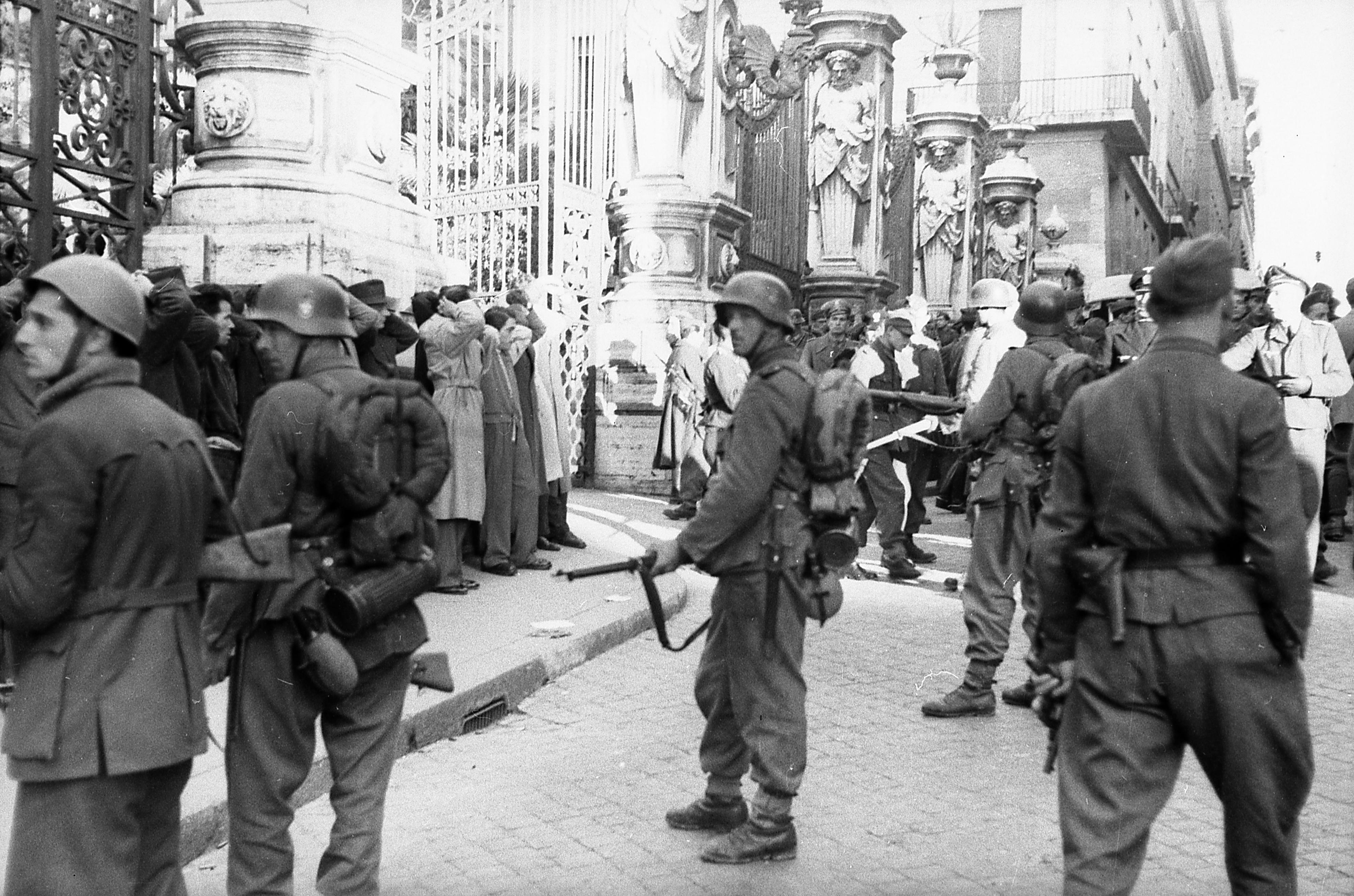
Tropes alemanyes i feixistes custodien la zona de Via Rasella i detenen sospitosos després de l'atac

El 23 de març, Bentivegna i el seu grup, van rebre l'encàrrec de part de Giorgio Amendola i del GAP Central, sota el comandament de Carlo Salinari (Spartaco) i Franco Calamandrei (Cola) de dur a terme la seva missió més difícil i perillosa a la Via Rasella, durant el trànsit d'una companyia del III batalló del Polizeiregiment "Bozen" composta per 156 soldats. L'atac tenia com a objectiu escarmentar els alemanys i obligar-los a respectar d'una vegada l'estatus de ciutat oberta i, alhora, provocar una insurrecció entre la població romana.
L'acció, va començar amb l'explosió d'una càrrega de 18 kg de TNT, transportats en un carret de la neteja pública  i detonats per Rosario Bentivegna, disfressat d'escombriaire i recolzat per 11 Gappisti, amb foc de cobertura i bombes de morter brixia. La deflagració, a més de la mort inmediata de 32 alemanys i del nen Pietro Pietro Zuccheretti dotze anys, que s'havia acostat atret per la desfilada, va provocar més de 110 ferits, algúns no identificats, que possiblement van morir els dies posteriors). Els GAPPISTI no van patir pèrdues, mentre que almenys tres civils més van morir sota el foc alemany. Bentivegna va afirmar que no va veure arribar els civils ni el nen i que, en qualsevol cas, havia marxat tan bon punt va col·locar la bomba, tot i que abans de fer-la explotar, mentre encenia la metxa, havia advertit alguns civils i soldats de la Creu Roja, que estaven a prop, que s'allunyessin ràpidament.
,El Cap de Seguretat nazi de Roma Herbert Kappler, en represalia per l'assassinat dels 33 soldats alemanys, va donar l'ordre d'afusellar 335 presoners italians, gairebé totes civils, en el fet conegut com la massacre de les Fosse Ardeatine (10 italians per cada alemany, més cinc presoners afegits més tard); entre els assassinats hi havia els "gappisti" Gioacchino Gesmundo, Valerio Fiorentini i Umberto Scattoni, que havien sigut arrestats els mesos anteriors. Antonello Trombadori, encara presoner a Via Tasso, es va salvar de la batuda perquè estava hospitalitzat temporalment a la infermeria de la presó. Les investigacions i els judicis de la postguerra van establir que l'atac a la Via Rasella va ser un "acte legítim de guerra".

#### La fi de la resistència romana
A finals d'abril de 1944, la traïció de Guglielmo Blasi va provocar la captura d'un gran nombre de partisans del GAP (Salinari, Calamandrei, Falcioni, Grigioni, Pintor i Serra). Bentivegna i Capponi es van unir a les formacions partisanes que operaven al sud de Roma, a la zona de Casilina-Prenestina, darrere del front alemany de Cassino. Després d'una acció a prop de Palestrina, Bentivegna es va oposar a l'assassinat de 28 soldats alemanys en represàlia per la mort de dos civils. El 4 de juny de 1944, els aliats angloamericans van entrar a Roma, quan ja l'havien abandonat els alemanys i els feixistes.

### Després de l'alliberament de Roma

#### Procés per l'afer Barbarisi
El 5 de juny de 1944, cap a la una del migdia, durant un servei d'ordre públic, Bentivegna va protagonitzar un tiroteig amb el sotstinent Giorgio Barbarisi  i un policia de la Guardia di Finanza, que sense cap identificació visible, estaven en un quiosc, arrancant uns cartells i estripant uns diaris del PCI, que deien: "Visca l'exèrcit aliat, visca l'ltàlia lliure". Bentivegna els va ordenar que s'aturessin.
Segons els testimonis, sembla que el caporal no va fer cas de l'avís i va disparar dos trets: el primer a l'aire i el segon apuntant Bentivegna, que el va fregar sense ferir-lo; el partisà va respondre immediatament, matant Barbarisi i fent fugir l'altre policia. Segons la versió del qual (que no es va considerar fiable), Bentivegna va disparar sobtadament, matant el sotstinent Barbarisi sense que aquest hagués tingut temps de treure el revòlver. Jutjat per l'Alt Tribunal Militar Aliat, el 19 de juliol de 1944, Bentivegna va ser condemnat en primera instància a 18 mesos de presó per homicidi involuntari per defensa excessiva, Malgrat això, el 14 d'agost següent, durant la revisió del judici, se li va reconèixer que havia actuat en defensa pròpia, va ser absolt i immediatament alliberat de la presó, i reintegrat a l' exèrcit cobel·ligerant italià.

#### Participació en la Resistència Iugoslava
El  20  setembre 1944, Bentivegna es va casar amb Carla Capponi, la seva camarada del GAP, en les accions a Centocelle i a les muntanyes Prenestines; l'endemà al matí va ser traslladat pel Ministeri de Guerra a Iugoslàvia, on va ocupar el càrrec de comissari de guerra a la 4a Brigada de la divisió partisana italiana "Garibaldi", una unitat regular de l' Exèrcit Cobel·ligerant italià que operava a la zona de Montenegro, Kosovo, Bòsnia i al sud de Croàcia, Sandzak, fins al llac Scutari, a la frontera amb Albània).
Durant la seva estada a Iugoslàvia també va dur a terme tasques d'oficial d'enllaç amb els comandaments de l'Exèrcit Popular d'Alliberament de Iugoslàvia dirigit pel mariscal Tito, i va tenir la responsabilitat política dels comunistes italians que operaven en aquella divisió. Repatriat per malaltia el març de 1945, va declarar la seva aversió a l'esmentat Exèrcit Popular d'Alliberament de Iugoslàvia  i va començar a treballar a l'Unità com a redactor sindical.
Després de la ruptura entre Tito i Stalin el 1948, Bentivegna va ser un dels partisans comunistes italians que van rebutjar la invitació de Tito per a participar en les celebracions del cinquè aniversari de l'alliberament de Iugoslàvia. Les mateixes persones van signar una carta a l'ANPI en què denunciaven el dictador iugoslau i la seva camarilla com a traïdors del socialisme, servents del capitalisme i l'imperialisme, així com a fundadors d'un règim feixista, tirànic, policial i infame".

## Postguerra
El 4 de juny de 1946, Bentivegna va ser arrestat per possessió d'una metralladora Sten, jutjat en un procediment sumaríssim, després de 15 dies de detenció va ser alliberat en aplicació de la recent l'amnistia.  Va reprendre els estudis de medicina i es va llicenciar el 1947. Especialitzat en medicina del treball, va formar part de l'INCA-Istituto Nazionale Confederale di Assistenza (un organisme patronat de la CGIL ) i com a assistent voluntari als Ospedali Riuniti de Roma, a l'Institut Carlo Forlanini i a l'Institut d'Anatomia Patològica. Posteriorment, va estar inscrit a les llistes d'especialistes (patologia clínica) de l'Ordre de Metges de la província de Roma i va dirigir un laboratori privat de patologia clínica, afiliat a les mútues d'assegurances mèdiques i al servei nacional de salut (1955–1991). Alhora, va treballar com a periodista, formant part del consell editorial de la revista L'Assistenza Sociale i dirigint, juntament amb Gastone Marri, la Rassegna di Medicina dei lavoratori  .
Va publicar diversos volums sobre la guerra partisana i en particular sobre l'acció de la Via Rasella, en la qual va ser protagonista.
Proposat per a la medalla d'or al valor militar (que en canvi va ser atorgada a la seva esposa Carla Capponi), va ser guardonat el 1951 pel president Luigi Einaudi, a proposta del president del Consell de Ministres Alcide De Gasperi, amb la Medalla de plata al valor militar per la seva activitat guerrillera dins de la ciutat de Roma, amb referència explícita a l'atac a la Via Rasella del 23 de març de 1944, i una Medalla de bronze per la seva activitat partisana a les muntanyes Prenestines, darrere de les línies alemanyes al front de Cassino.
El 1952, el comandament general de les Brigades Garibaldi li va atorgar, juntament amb Giorgio Amendola, l'Estrella d'Or Garibaldi, un honor atorgat a molt pocs combatents de la Resistència antifeixista. Va rebre dues condecoracions de l'URSS, per la seva participació en la "Gran Guerra Patriòtica Antifeixista", amb motiu del 20è i 40è aniversari de la derrota de l'Alemanya nazi (alguns partisans soviètics que havien escapat dels camps de concentració feixistes després de la derrota del 8 de setembre havien lluitat sota el seu comandament a les muntanyes Prenestini) i l'Estrella de Plata de Cavaller del Poble de la República Federal de Iugoslàvia.
En el bienni 1968-69 va organitzar, juntament amb la seva filla Elena, utilitzant llurs propis mitjans (una llanxa oceànica i un cotxe), l'expatriació dels opositors a la Dictadura dels Coronels de Grècia.
Va dimitir del PCI el 1985, a causa de profunds desacords sobre la línia del partit El juny de 1999 va militar en els Demòcrates d'Esquerra i finalment es va unir al Partit Demòcrata el novembre de 2007. En el moment de la seva mort era membre de la presidència honorària de l'ANPI nacional i president honorari de l'ANPI de Roma. El 1974 es va divorciar de Carla Capponi i va viure fins a la seva mort amb la seva nova parella, la doctora Patrizia Toraldo di Francia, tot i que va mantenir sempre una bona relació amb la seva exdona.
Rosario Bentivegna va morir a Roma el 2012 gairebé als 90 anys; després d'un enterrament temporal, va ser incinerat i les cendres de Rosario Bentivegna i Carla Capponi, que havia  mort el novembre del 2000, van ser escampades pel riu Tíber el 2014 per la seva filla Elena (que va morir l'any següent, el 2015, a l'edat de 69 anys i no havent tingut el permís per enterrar-los junts, tal com havien desitjat, al cementiri no catòlic de Roma, al Testaccio, va triar, en segona opció, la dispersió de les cendres al riu en compliment del seu últim desig.
Bentivegna, malgrat les sentències favorables, va ser sovint objecte de denigració per part de la premsa anticomunista de dretes durant les dècades del 1990 i del 2000, cosa que va comportar diversos procediments per difamació contra ell; entre ells, alguns van conduir a sentències d'indemnització.

## Obres
- Rosario Bentivegna, Achtung Banditen! Roma 1944, Milà, Mursia, 1983, 1985, 1994.
- Rosario Bentivegna, Achtung Banditen. Roma abans i després de la via Rasella, Milà, Mursia, 2004 (amb una presentació de Walter Veltroni, que conté una introducció actualitzada sobre la resistència romana, la memòria ("Achtung Banditen", amb extenses notes d'actualització i, a l'apèndix, cinc assajos: 1) – Alessandro Portelli: "Entre la via Rasella i les fosses ardeanes: mala memòria, llegenda i mitologies"; 2) – Robert Katz: "Pius XII i la via Rasella"; 3) – Lorenzo Baratter: "La història del Polizeiregiment Bozen, des de l'Alpenvorland fins a la via Rasella"; 4) – Giovanni Bellini: "La via Rasella i les fosses ardeanes en les frases"; 5) – Davide Conti i Michela Ponzani: "L'Estat republicà i la via Rasella").
- Rosario Bentivegna, Cesare De Simone, Operació via Rasella. Veritat i mentides, Roma, Editori Riuniti, 1996.
- Carlo Mazzantini, Dino Messina, Rosario Bentivegna, We Hated Each Other Much, Baldini Castoldi Dalai, Milà, 1998 (assaig-entrevista).
- Rosario Bentivegna, carrer Rasella. La història mistificada. Correspondència amb Bruno Vespa , Introducció de Sergio Luzzatto, Roma, Manifestolibri, 2006 (resposta al que l'autor considerava distorsions publicades per Bruno Vespa als seus llibres Storia d'Italia da Mussolini a Berlusconi, 2004, i Vincitori e vinti, 2005).
- Bentivegna, Rosario. Senza fare di necessità virtù. Memorie di un antifascista.  Einaudi, 2011. ISBN 978-88-06-20690-1.
- Rosario Bentivegna, Medicina Legal de l'Ocupació, Ediesse 1995Bibliografia
- Alberto Giovannetti, Roma, Ciutat Oberta, Biblioteca Vaticana, 1962.
- Massimiliano Griner, La "banda de Koch". El Departament Especial de Policia 1943-44 . Torí, Bollati Boringhieri, 2000.
- Robert Katz, Roma, Ciutat oberta: setembre de 1943-juny de 1944, Il saggiatore, Milà 2003.
- Robert Katz, Mort a Roma. La massacre de les coves Ardeatines . Net/Il Saggiatore, 2004. ISBN 978-88-515-2153-0 .
- Albert Kesselring, Soldat fins a l'últim dia . Gorizia, LEG, 2007.
- Giorgio Pisanò, Història de la Guerra Civil a Itàlia . CED, 1967.
- Enzo Piscitelli, Història de la resistència romana, Laterza, 1965.
- Gerald Steinacher, Roma, març de 1944 : el Polizeiregiment Bolzano i l'atac a la Via Rasella, a Carlo Romeo, Piero Agostini (éd.), Trentin i Alt Adige, Províncies del Reich, Trento 2002, pag. 283-288.
- Daniele Biacchessi, Oració civil per la resistència, Bolonya, Promomusic, 2012.